# Kamehameha Ier
Pour les articles homonymes, voir Kamehameha.
Kamehameha Ier (en prononciation hawaïenne : /kəmehəˈmɛhə/), en hawaïen : Kalani Paiʻea Wohi o Kaleikini Kealiʻikui Kamehameha o ʻIolani i Kaiwikapu kauʻi Ka Liholiho Kūnuiākea, connu aussi sous le nom de Kamehameha le Grand, né vers 1736 à Kohala (Hawaï) et mort le 8 ou le 14 mai 1819 à Kailua-Kona, est le fondateur de la monarchie hawaïenne et premier roi d'Hawaï. Artisan de l'unité des îles, il participe à la fondation du royaume d'Hawaï en 1810. Par le développement d'alliances avec les principales puissances coloniales du Pacifique de l'époque (France, Russie et Royaume-Uni), il a su préserver l'indépendance d'Hawaï et se faire reconnaître par d'autres nations.
Dans les années 1790, après plusieurs années de conflit, Kamehameha fonde un royaume unifié avec l'aide et les conseils de plusieurs Occidentaux tels que John Young ou encore Isaac Davis. Néanmoins, il faudra attendre 1810 pour que l'unification complète de l'archipel soit accomplie avec la conquête des îles d'Oahu, de Maui, de Molokai et de Lanai. L'unification accomplie, la société hawaïenne se réforme pour devenir une monarchie constitutionnelle pensée selon les codes des puissances traditionnelles européennes et peut ainsi ouvrir ses portes aux marchands étrangers et se tourner vers le progrès apporté par les navires occidentaux. Après la mort de Kamehameha Ier, ses descendants directs prirent le pouvoir, chacun sous le nom de leur prestigieux ancêtre, jusqu'en 1873 date à laquelle Lunalilo, membre de la dynastie par sa mère, accéda au trône.

## Biographie

### Naissance et jeunesse

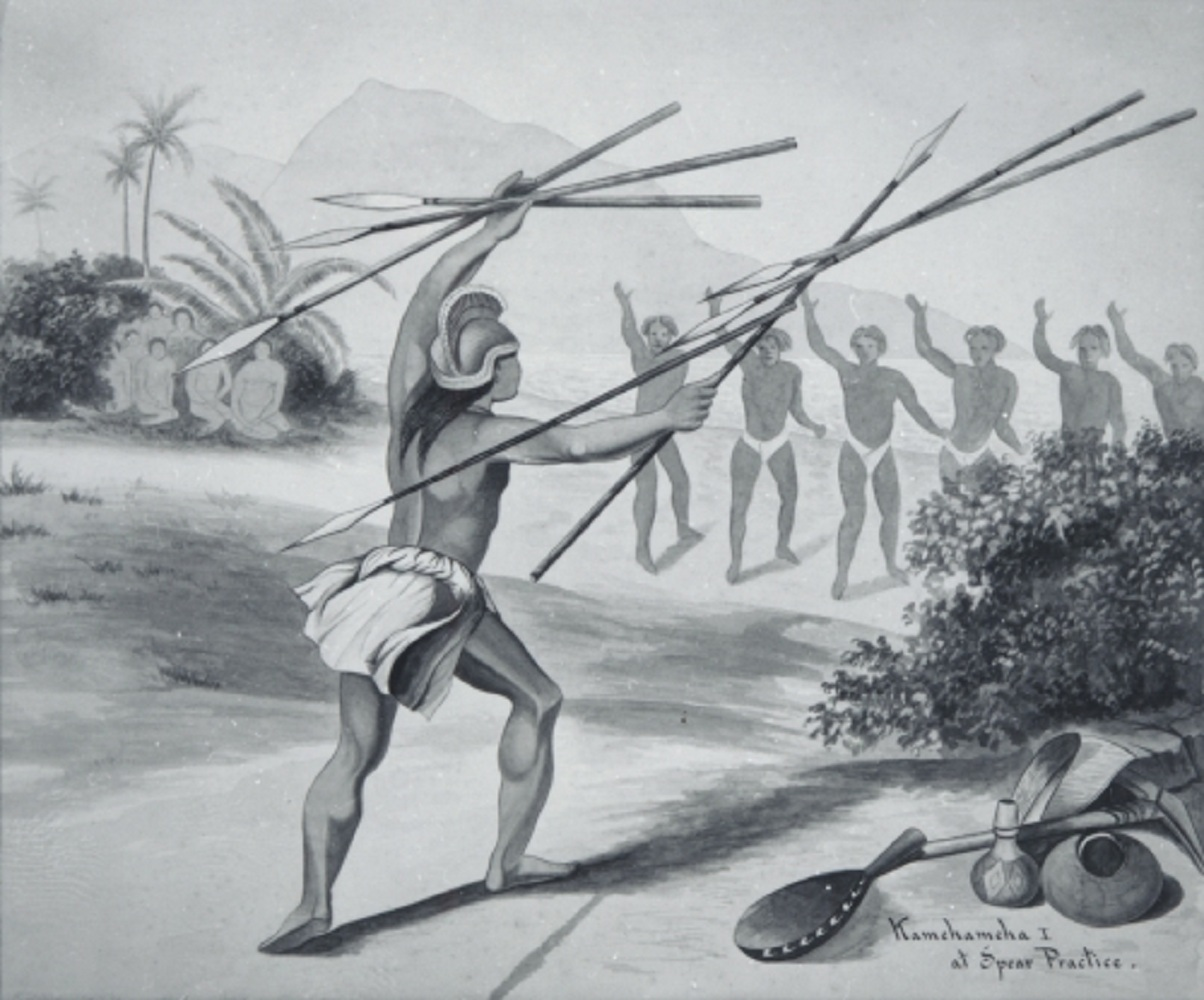
Jeune, Kamehameha entra dans la faible armée hawaïenne sous les ordres de son oncle Kalaniʻōpuʻu.

Un chant traditionnel concernant Ke-Aka, l'épouse d'un roi de l'île d'Hawaï indique que Kamehameha Ier est né en ikuwā, soit en hiver ou autour du mois de novembre. Un autre chant place cette naissance en Makaliʻi. Les historiens d'Hawaï considèrent le plus généralement 1758 comme son année de naissance la plus probable. Les récits de sa naissance varient cependant, mais les sources placent sa naissance à partir de 1736. Cette supposition est étayée par la légende de l'apparition d'une étoile brillante l'année de sa naissance. Cette étoile brillante correspondrait à la comète de Haley, qui était visible cette année-là. L'historien Samuel Kamakau a publié un compte rendu dans le Ka Nupepa Kuokoa en 1867 plaçant la date de naissance de Kamehameha en 1736.
Kamehameha est le fils du chef Keōua (en) et, par lui, le neveu du roi hawaïen de Owyhee, Kalaniʻōpuʻu, qui avait reçu James Cook lors de l'incident qui a coûté la vie à ce dernier. Toutefois, Keōua peut ne pas avoir été le père biologique de Kamehameha, n'ayant fait que l'adopter et le reconnaître. Selon cette hypothèse, Kahekili II (en), roi hawaïen de Maui, serait le père biologique le plus probable de Kamehameha.
Élevé à la cour de son oncle Kalaniʻōpuʻu, Kamehameha accède en 1782 au trône de Owyhee à la mort de ce dernier. Alors que son cousin, Kīwalaʻō, hérite du trône de Maui, Kamehameha est élevé à une position religieuse de premier plan. Il devient le gardien du dieu hawaïen de la guerre, Kuka'ilimoku. Il reçoit également le district de la vallée de Waipiʻo.
De cette position initiale, il réalise la conquête de l'ensemble de l'archipel qu'il réunit sous sa domination.

### La marche vers l'unification (1782-1810)

#### La guerre contre Kīwalaʻō

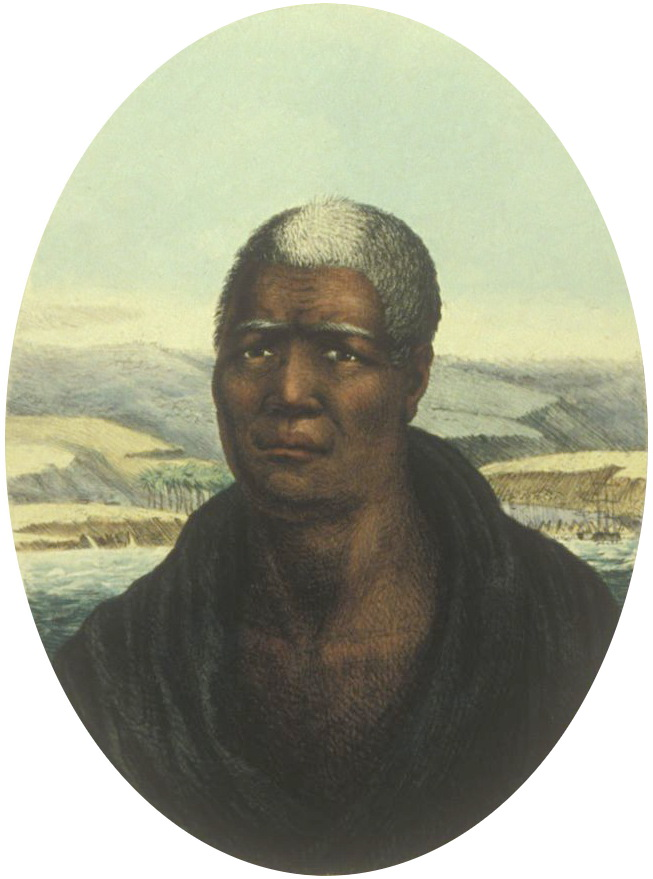
Portrait de Kamehameha, roi hawaïen de Owyhee.

Kamehameha et Kīwalaʻō ne s'apprécient guère. Lorsqu'un groupe de chefs du district de Kona propose de soutenir Kamehameha contre son cousin, ce dernier accepte avec empressement. Ce groupe de cinq chefs se composait du beau-père de Kamehameha, Keeaumoku Pāpaiahiahi, de Keawe-a-Heulu, Kameʻeiamoku et Kamanawa, tous trois apparentés au futur roi, et de Kekūhaupiʻo.
Kīwala'ō est vaincu lors de la bataille de Moku'ōhai et Kamehameha annexe le royaume de Mowee et prend le contrôle des districts de Kohala, Kona et Hamakua sur l'île d'Hawaï.
Avec les deux tiers de l'île sous sa tutelle, Kamehameha envisage d'étendre son pouvoir et planifie la conquête du reste de l'archipel. Il négocie de l'aide de marchands britanniques et américains qui lui vendent des fusils et des munitions. Isaac Davis et John Young, deux Européens qui vivaient sur Hawaii à la suite du massacre d'Olowalu, deviennent ses conseillers et entraînent ses troupes au maniement des armes à feu.

#### La poursuite des conflits
En 1790, Kamehameha marche contre le district de Puna et dépose son chef, Keawemauhili. Profitant de l'absence de Kamehameha, Keōua Kūʻahuʻula, demi-frère de Kīwalaʻō, Kamehameha provoque un soulèvement. Le retour de Kamehameha dans le district de Puna lui permet de mater cette rébellion. Keōua Kūʻahuʻula s'enfuit et lui et ses partisans se réfugient sur les flancs du Kīlauea où ils sont surpris par une éruption du volcan, qui tue une part importante des guerriers de Keōua. Les traces fossilisées de cette expédition, des empreintes de pas laissées par les troupes de Keōua se sont imprimées dans la cendre volcanique, solidifiée depuis, et sont encore visibles aujourd'hui. Avec la mort de Keōua l'année suivante, Kamehameha devient le seul souverain de l'île d'Hawaï.

#### La conquête de l'archipel
En 1795, Kamehameha met sur pied une flotte de 960 bateaux et de près de 10 000 hommes. Il circonscrit rapidement les faibles défense des îles de Maui et de Molokai à la bataille de Kawela. Puis il fait route vers l'île d'Oahu où il débarque ses hommes à Wai'alae et Waikiki. Cependant, l'un des commandants de Kamehameha, Kaʻiana, fait défection et rejoint le camp de son opposant, Kalanikūpule (en), roi d'Oahu. Kaʻiana a notamment aidé lors de la fortification de la falaise de Nu‘uanu Pali et de la mise en place d'artillerie au sommet de celle-ci.

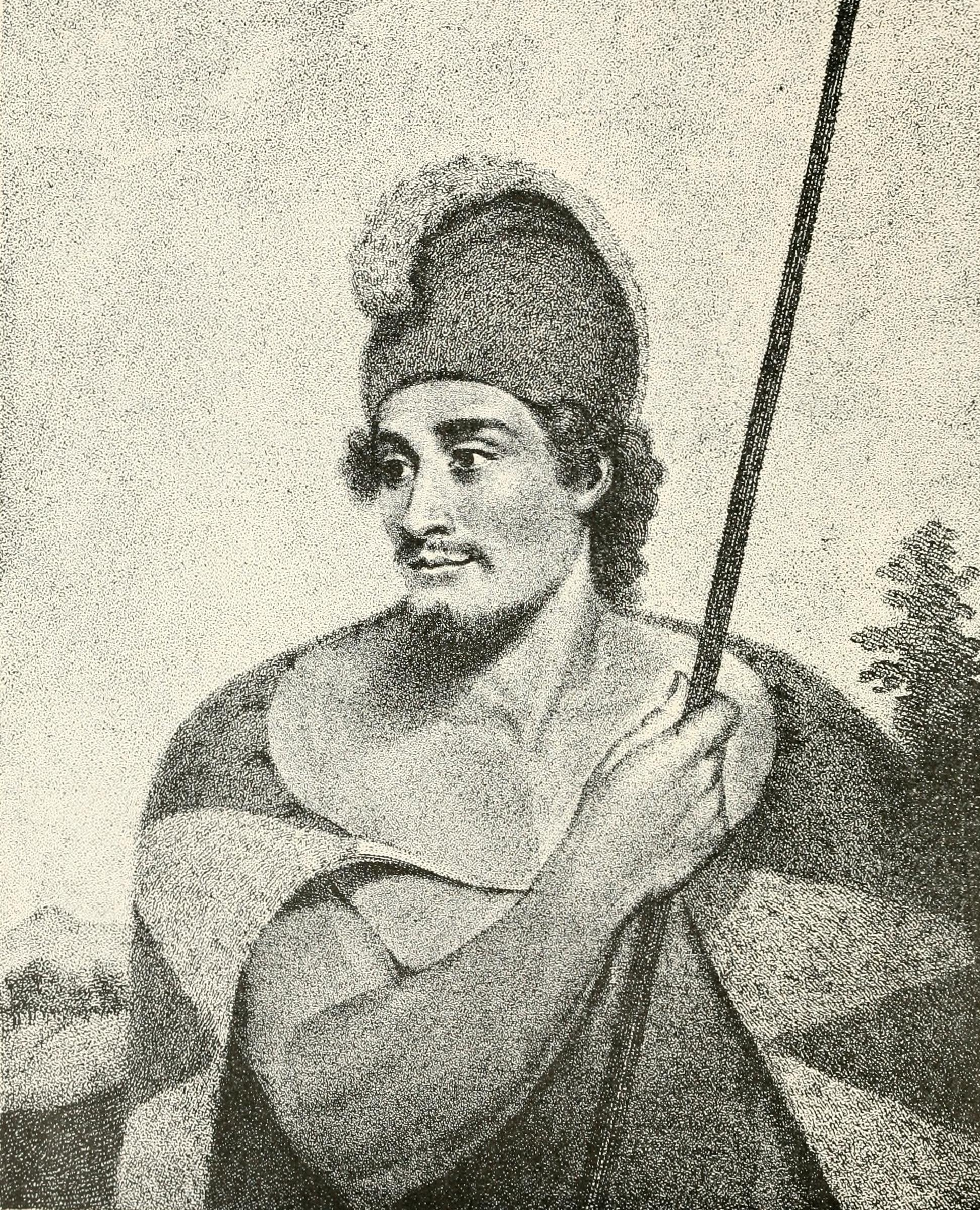
Kaʻiana, principal opposant à Kamehameha en 1795.

À la suite d'une série d'escarmouches, les troupes de Kamehameha ont pu repousser les forces de Kalanikūpule jusqu'à la falaise, en essuyant cependant un feu nourri de la part des canons adverses. Kamehameha envoie finalement deux unités prendre l'artillerie à revers et capturer les canons. La perte de leur artillerie jette le désarroi au sein des troupes de Kalanikūpule (en). Lors du combat acharné qui s'ensuit, près de 400 hommes de Kalanikūpule chutent de la falaise, poussés par les soldats de Kamehameha. Kaʻiana est tué et Kalanikūpule capturé.
Après sa victoire à Nuʻuanu Pali (en), Kamehameha s'attache à réduire le ressentiment des populations nouvellement conquises. Les guerriers adverses sont soignés, les dégâts réparés et des plantations de patates douces sont faites.
En avril 1810, Kaumualii (en), roi de Kauai et dernier opposant à la réunification, devient vassal de Kamehameha et renonce au trône. Ce dernier apparaît désormais comme le souverain suprême de la totalité de l'archipel d'Hawaï. Furieux de cette décision, un groupe de chefs décident de tuer KaumualiʻI en l'empoisonnant lors d'un dîner en son honneur ; le complot est éventé par Isaac Davis, qui avertit Kaumualiʻl et lui permet ainsi de s'échapper indemne.

### Roi d'Hawaï (1810-1819)

#### Affirmation du pouvoir

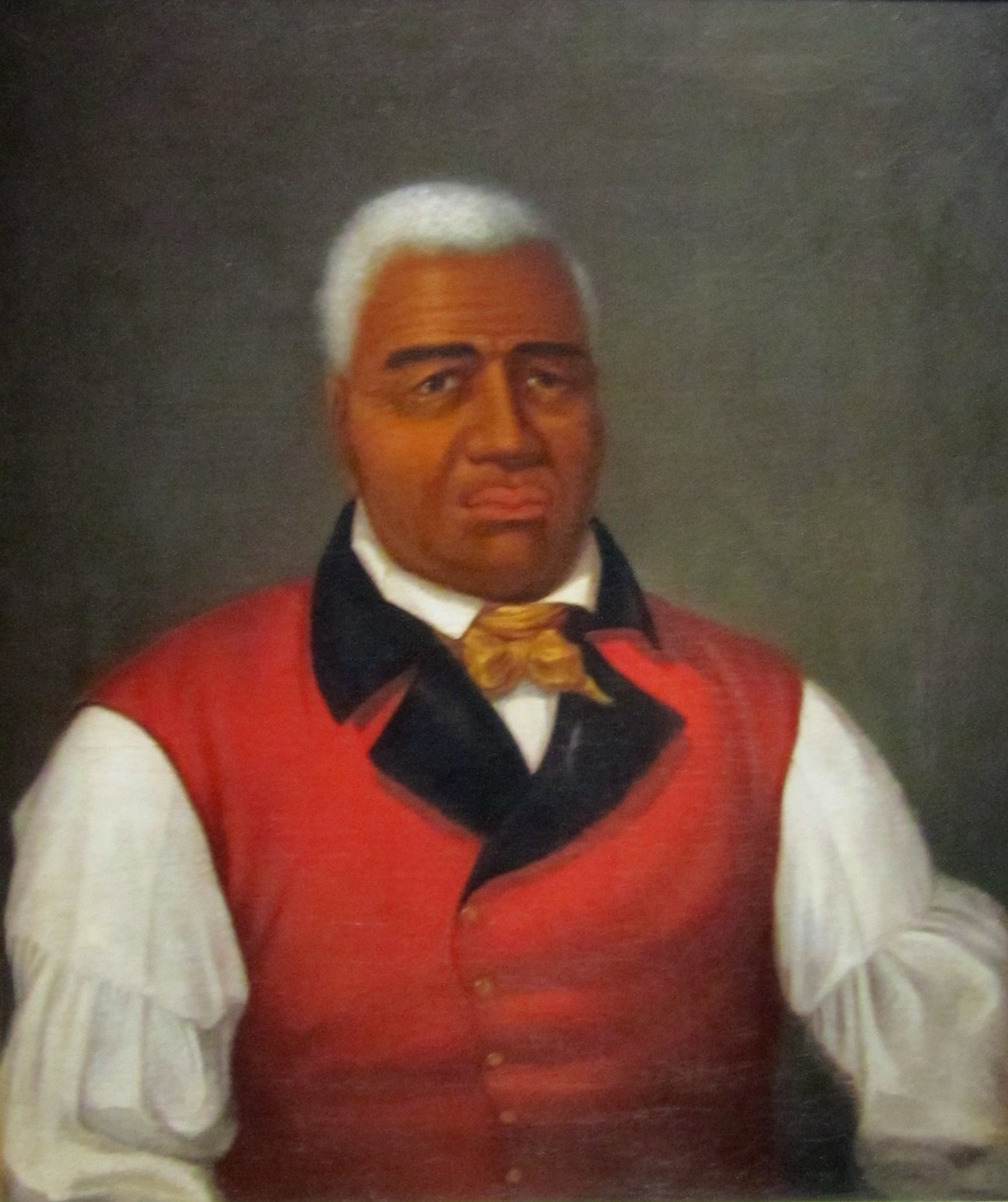
Portrait du roi Kamehameha.

En tant que roi unique d'Hawaï, Kamehameha prend plusieurs mesures afin de s'assurer que son royaume demeure uni après sa mort. Il unifie le système légal et utilise le produit des taxes pour promouvoir le commerce avec l'Europe et les États-Unis. Les non-Hawaiiens ne sont pas autorisés à posséder de terres sur le royaume. Cette mesure sera en vigueur jusqu'en 1848 et l'application du Grand Māhele, une réforme agraire du roi Kamehameha III. Ces édits assurent l'indépendance de l'Archipel alors même que plusieurs autres îles du Pacifique succombaient aux pouvoirs coloniaux.
Kamehameha institue également la Kānāwai Māmalahoe, la « loi de l'aviron éclaté ». Cette loi — « Que chaque personne âgée, femme et enfant puisse aller sur la route en toute sécurité » — a influencé ultérieurement de nombreuses lois de la guerre sur le traitement des civils et des non-combattants. Elle trouve son origine lors d'évènements antérieurs à l'unification de l'île d'Hawaï. Lors d'un raid en 1782, le roi se coince la jambe dans un trou de rocher. Deux pêcheurs, par crainte du grand roi, s'approchent et l'assomment avec une rame, brisant celle-ci sous la force du coup puis s'échappent en laissant le roi pour mort. Douze ans plus tard, le pêcheur qui avait asséné le coup est amené devant le roi, afin d'y être puni pour cet acte. Arguant qu'il n'avait fait que protéger sa famille devant le raid royal, Kamehameha récompense finalement le pêcheur et le relâche. Il édicte alors cette loi qui sera ensuite intégrée à la constitution du royaume. Cette loi fait encore jurisprudence aujourd'hui au sein de l'État d'Hawaï.
Kamehameha ayant aussi des fonctions religieuses auprès du dieu de la guerre de la mythologie hawaïenne, Kū, cela limite également l'introduction au sein de l'archipel de missionnaires chrétiens.

### Fin de vie et succession

Monogramme du roi Kamehameha.

Après 1812, Kamehameha se retire à Kamakahonu, le domaine qu'il a fait bâtir à Kailua-Kona. Il meurt le 8 ou le 14 mai 1819, à l'âge supposé de 83 ans. Selon l'ancienne coutume hūnākele, son corps est alors enterré en secret dans un lieu inconnu par des gens de confiance, Hoapili et Hoʻolulu (en). Cette coutume veut en effet que le mana, ou pouvoir d'une personne soit sacré. On doit donc dissimuler les restes d'une personne possédant un grand mana. L'emplacement de la sépulture de Kamehameha Ier est donc inconnu.
Après sa mort en 1819, la Maison de Kamehameha règne sur l'archipel d'Hawaï jusqu'en 1873. Marié à Kaʻahumanu, la succession de Kamehameha Ier est assurée par ses deux fils, d'abord par son fils aîné Kamehameha II qui meurt lors d'un voyage à Londres après 5 ans de règne, puis par son fils cadet, Kamehameha III qui règne trente ans, le plus long règne de la monarchie hawaïenne.

## Mariages et descendance
Kamehameha avait plusieurs épouses. Le nombre exact est débattu car les documents qui enregistraient les noms de ses épouses ont été détruits. Certains en énumèrent 21 mais des recherches montrent qu'il aurait pu avoir 26 épouses. À la tête d'une nombreuse descendance, plusieurs de ses enfants accédèrent au trône. Il aurait eu au total environ 35 enfants dont seulement la moitié furent reconnus officiellement. Parmi ses nombreuses épouses et enfants on compte :
Kalola-a-Kumukoa (en), maîtresse du roi qui ne porte pas le titre de reine mais avec laquelle il a une fille :
- Kauwa Palila (1778-1830)[15], princesse royale, épouse de Eia Kalaiku'ahulu, mère de Charles Kanaina et grand-mère de Lunalilo.

Kaʻahumanu (1768-1832), principale épouse de Kamehameha avec laquelle il n'a pas de descendance.
Keōpūolani (1778-1823), fille de Kīwalaʻō, avec laquelle il a huit enfants dont :
- Kamehameha II (1797-1824), successeur de son père et roi d'Hawaï entre 1810 et 1824 ;
- Kamehameha III (1814-1854), roi d'Hawaï entre 1824 et 1854 ;
- Nāhiʻenaʻena (1815-1836), princesse royale.

Kalākua Kaheiheimālie (1778-1842), avec laquelle il a quatre enfants dont :
- Kamāmalu (1802-1824), princesse royale puis reine consort par son mariage avec son demi-frère Kamehameha II ;
- Kinau (1805-1839), princesse royale et régente d'Hawaï et mère des rois Kamehameha IV et Kamehameha V.

Kekāuluohi (1794-1845), fille d'un précédent mariage de Kalākua Kaheiheimālie et belle-fille de Kamehameha, ce dernier l'épouse. Cette union reste sans enfants, néanmoins après un second mariage avec Charles Kanaina elle donne naissance à un fils : le futur roi Lunalilo.
Namahana Piʻia (1790-1840), princesse royale et gouverneure d'Oahu avec laquelle il n'a pas de descendance.
Kahakuhaʻakoi Wahinepio, cheffe hawaïenne et membre de la noblesse, maîtresse de Kamehameha qui lui donne une autre fille :
- Kekau'ōnohi (1805-1851), princesse royale, seconde épouse de Kealiʻiahonui (en) et mère de la princesse Kiliwehi (en).

## Hommage et inspirations

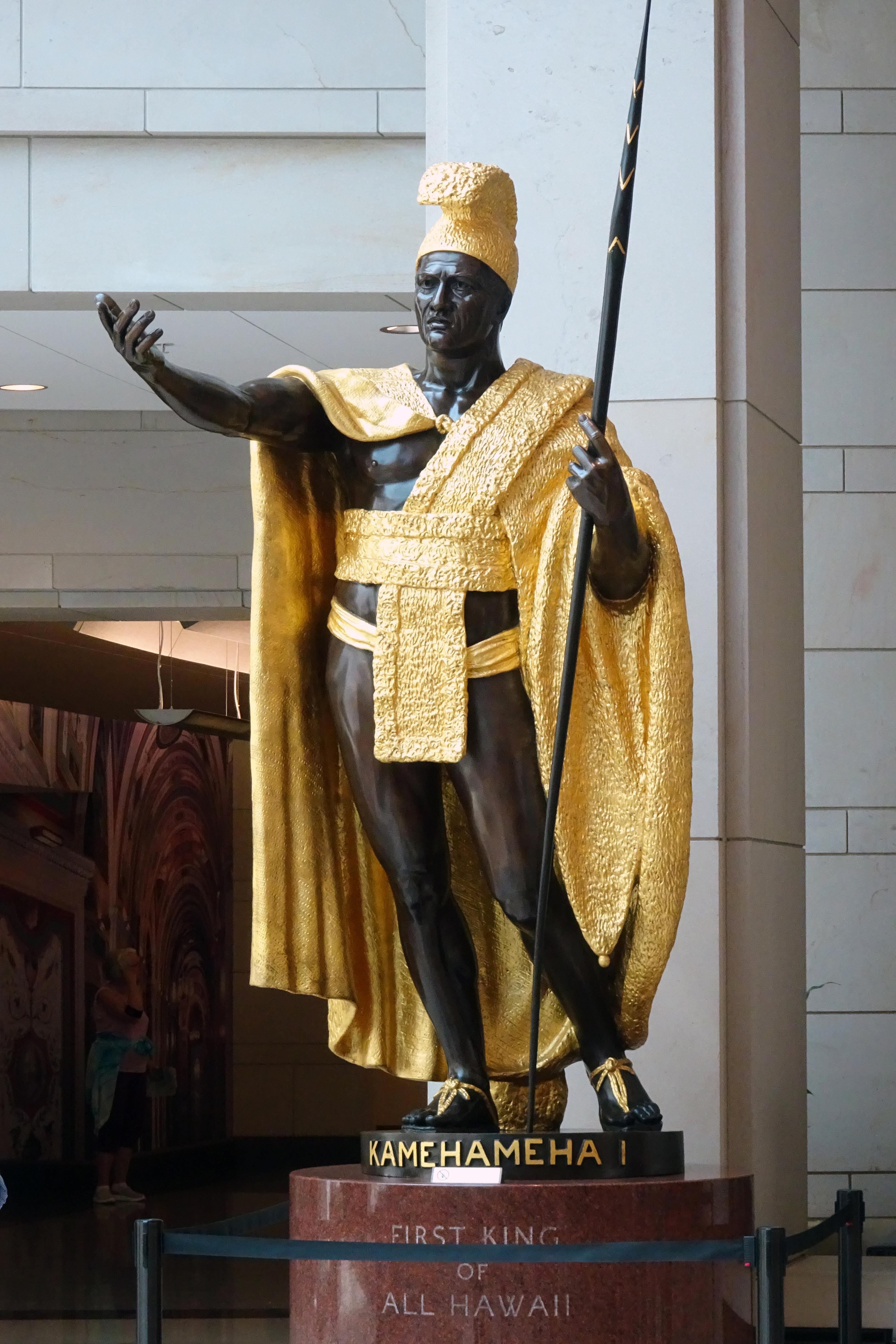
Statue de Kamehameha, premier roi d'Hawaï.

- Le 11 juin célèbre la naissance de ce roi, dont la date exacte est cependant inconnue. Ce jour donne lieu à une cérémonie de dépose de colliers de fleurs (leis) sur la statue de Kamehameha à Honolulu et Kapaau (en). Cette date fut instaurée par proclamation royale par Kamehameha V, petit-fils de Kamehameha Ier, en 1871 pour célébrer la vie et les accomplissements du plus grand roi, chef d'état et guerrier d'Hawaï.
- L'hymne national hawaïen, Hawai`i Pono`i, rend hommage à Kamehameha Ier. Le refrain en est :

« Makua lani ē
Kamehameha ē
Na kaua e pale
Me ka ihe. »
« Père au-dessus de nous tous
Kamehameha
Qui nous a protégés dans la guerre
Avec sa lance. »
- L'un des deux seuls sous-marins de l'US Navy à avoir le nom d'un monarque fut l'USS Kamehameha (SSBN/SSN-642) en service de 1966 à 2002.
- Akira Toriyama s'est peut-être inspiré de ce personnage pour nommer une technique spéciale très utilisée par les héros guerriers de Dragon Ball : le Kamé Hamé Ha.
- Dans le jeu vidéo Civilization V, Kamehameha peut être incarné comme dirigeant des Polynésiens.
- Dans la série TV Magnum, son ami Rick est le gérant du King Kamehameha club, un restaurant/bar sur la plage.

## Ascendance
|  |                                                          |  |  |  |  |  |  |  |  |  |  |  |  |  |  |  |
|  | 16. Aliʻi Nui Kanaloaikaiwilena Kapulehu de Oʻahu        |  |  |  |  |  |  |  |  |  |  |  |  |  |  |  |
|  |                                                          |  |  |  |  |  |  |  |  |  |  |  |  |  |  |  |
|  |                                                          |  |  |  |  |  |  |  |  |  |  |  |  |  |  |  |
|  | 8. Roi Keaweikekahialiʻiokamoku de l'Île d'Hawaï         |  |  |  |  |  |  |  |  |  |  |  |  |  |  |  |
|  |                                                          |  |  |  |  |  |  |  |  |  |  |  |  |  |  |  |
|  |                                                          |  |  |  |  |  |  |  |  |  |  |  |  |  |  |  |
|  | 17. Reine Keakealaniwahine de l'Île d'Hawaï              |  |  |  |  |  |  |  |  |  |  |  |  |  |  |  |
|  |                                                          |  |  |  |  |  |  |  |  |  |  |  |  |  |  |  |
|  |                                                          |  |  |  |  |  |  |  |  |  |  |  |  |  |  |  |
|  | 4. Prince Keʻeaumoku Nui de l'Île d'Hawaï                |  |  |  |  |  |  |  |  |  |  |  |  |  |  |  |
|  |                                                          |  |  |  |  |  |  |  |  |  |  |  |  |  |  |  |
|  |                                                          |  |  |  |  |  |  |  |  |  |  |  |  |  |  |  |
|  | 18. Aliʻi Nui Kaneikaiwilani de Oʻahu                    |  |  |  |  |  |  |  |  |  |  |  |  |  |  |  |
|  |                                                          |  |  |  |  |  |  |  |  |  |  |  |  |  |  |  |
|  |                                                          |  |  |  |  |  |  |  |  |  |  |  |  |  |  |  |
|  | 9. Princesse Kalanikauleleaiwi de l'Île d'Hawaï          |  |  |  |  |  |  |  |  |  |  |  |  |  |  |  |
|  |                                                          |  |  |  |  |  |  |  |  |  |  |  |  |  |  |  |
|  |                                                          |  |  |  |  |  |  |  |  |  |  |  |  |  |  |  |
|  | 19. Reine Keakealaniwahine de l'Île d'Hawaï (= 17)       |  |  |  |  |  |  |  |  |  |  |  |  |  |  |  |
|  |                                                          |  |  |  |  |  |  |  |  |  |  |  |  |  |  |  |
|  |                                                          |  |  |  |  |  |  |  |  |  |  |  |  |  |  |  |
|  | 2. Aliʻi Nui Keōua Kalanikupuapaʻikalaninui de Kohala    |  |  |  |  |  |  |  |  |  |  |  |  |  |  |  |
|  |                                                          |  |  |  |  |  |  |  |  |  |  |  |  |  |  |  |
|  |                                                          |  |  |  |  |  |  |  |  |  |  |  |  |  |  |  |
|  | 20. Aliʻi Nui Nuʻuanu de Oʻahu                           |  |  |  |  |  |  |  |  |  |  |  |  |  |  |  |
|  |                                                          |  |  |  |  |  |  |  |  |  |  |  |  |  |  |  |
|  |                                                          |  |  |  |  |  |  |  |  |  |  |  |  |  |  |  |
|  | 10. Aliʻi Nui Ku-a-Nuʻuanau de Oʻahu                     |  |  |  |  |  |  |  |  |  |  |  |  |  |  |  |
|  |                                                          |  |  |  |  |  |  |  |  |  |  |  |  |  |  |  |
|  |                                                          |  |  |  |  |  |  |  |  |  |  |  |  |  |  |  |
|  | 21. Aliʻi Nui Kealomako de Kaʻū                          |  |  |  |  |  |  |  |  |  |  |  |  |  |  |  |
|  |                                                          |  |  |  |  |  |  |  |  |  |  |  |  |  |  |  |
|  |                                                          |  |  |  |  |  |  |  |  |  |  |  |  |  |  |  |
|  | 5. Aliʻi Nui Kamakaʻimoku de Oʻahu                       |  |  |  |  |  |  |  |  |  |  |  |  |  |  |  |
|  |                                                          |  |  |  |  |  |  |  |  |  |  |  |  |  |  |  |
|  |                                                          |  |  |  |  |  |  |  |  |  |  |  |  |  |  |  |
|  | 22. Aliʻi Nui Mahiolole de Kohala                        |  |  |  |  |  |  |  |  |  |  |  |  |  |  |  |
|  |                                                          |  |  |  |  |  |  |  |  |  |  |  |  |  |  |  |
|  |                                                          |  |  |  |  |  |  |  |  |  |  |  |  |  |  |  |
|  | 11. Aliʻi Nui Umiula-a-Kaʻahumanu de Kohala              |  |  |  |  |  |  |  |  |  |  |  |  |  |  |  |
|  |                                                          |  |  |  |  |  |  |  |  |  |  |  |  |  |  |  |
|  |                                                          |  |  |  |  |  |  |  |  |  |  |  |  |  |  |  |
|  | 23. Aliʻi Nui Kanekukaʻailani de Hilo                    |  |  |  |  |  |  |  |  |  |  |  |  |  |  |  |
|  |                                                          |  |  |  |  |  |  |  |  |  |  |  |  |  |  |  |
|  |                                                          |  |  |  |  |  |  |  |  |  |  |  |  |  |  |  |
|  | 1. Kamehameha I d'Hawaï                                  |  |  |  |  |  |  |  |  |  |  |  |  |  |  |  |
|  |                                                          |  |  |  |  |  |  |  |  |  |  |  |  |  |  |  |
|  |                                                          |  |  |  |  |  |  |  |  |  |  |  |  |  |  |  |
|  | 24. Aliʻi Nui Mahiolole de Kohala (= 22)                 |  |  |  |  |  |  |  |  |  |  |  |  |  |  |  |
|  |                                                          |  |  |  |  |  |  |  |  |  |  |  |  |  |  |  |
|  |                                                          |  |  |  |  |  |  |  |  |  |  |  |  |  |  |  |
|  | 12. Aliʻi Nui Kauaua-a-Mahi de Kohala                    |  |  |  |  |  |  |  |  |  |  |  |  |  |  |  |
|  |                                                          |  |  |  |  |  |  |  |  |  |  |  |  |  |  |  |
|  |                                                          |  |  |  |  |  |  |  |  |  |  |  |  |  |  |  |
|  | 25. Aliʻi Nui Kanekukaʻailani de Hilo (= 23)             |  |  |  |  |  |  |  |  |  |  |  |  |  |  |  |
|  |                                                          |  |  |  |  |  |  |  |  |  |  |  |  |  |  |  |
|  |                                                          |  |  |  |  |  |  |  |  |  |  |  |  |  |  |  |
|  | 6. Aliʻi Nui Haʻae-a-Mahi de Kohala                      |  |  |  |  |  |  |  |  |  |  |  |  |  |  |  |
|  |                                                          |  |  |  |  |  |  |  |  |  |  |  |  |  |  |  |
|  |                                                          |  |  |  |  |  |  |  |  |  |  |  |  |  |  |  |
|  | 26. Aliʻi Nui Kaneikaiwilani de Oʻahu (= 18)             |  |  |  |  |  |  |  |  |  |  |  |  |  |  |  |
|  |                                                          |  |  |  |  |  |  |  |  |  |  |  |  |  |  |  |
|  |                                                          |  |  |  |  |  |  |  |  |  |  |  |  |  |  |  |
|  | 13. Princesse Kalanikauleleaiwi de l'Île d'Hawaï (= 9)   |  |  |  |  |  |  |  |  |  |  |  |  |  |  |  |
|  |                                                          |  |  |  |  |  |  |  |  |  |  |  |  |  |  |  |
|  |                                                          |  |  |  |  |  |  |  |  |  |  |  |  |  |  |  |
|  | 27. Reine Keakealaniwahine de l'Île d'Hawaï (= 17)       |  |  |  |  |  |  |  |  |  |  |  |  |  |  |  |
|  |                                                          |  |  |  |  |  |  |  |  |  |  |  |  |  |  |  |
|  |                                                          |  |  |  |  |  |  |  |  |  |  |  |  |  |  |  |
|  | 3. Aliʻi Nui Kekuʻiapoiwa II de Kailua-Kona              |  |  |  |  |  |  |  |  |  |  |  |  |  |  |  |
|  |                                                          |  |  |  |  |  |  |  |  |  |  |  |  |  |  |  |
|  |                                                          |  |  |  |  |  |  |  |  |  |  |  |  |  |  |  |
|  | 28. Aliʻi Nui Kanaloaikaiwilena Kapulehu de Oʻahu (= 16) |  |  |  |  |  |  |  |  |  |  |  |  |  |  |  |
|  |                                                          |  |  |  |  |  |  |  |  |  |  |  |  |  |  |  |
|  |                                                          |  |  |  |  |  |  |  |  |  |  |  |  |  |  |  |
|  | 14. Roi Keaweikekahialiʻiokamoku de l'Île d'Hawaï (= 8)  |  |  |  |  |  |  |  |  |  |  |  |  |  |  |  |
|  |                                                          |  |  |  |  |  |  |  |  |  |  |  |  |  |  |  |
|  |                                                          |  |  |  |  |  |  |  |  |  |  |  |  |  |  |  |
|  | 29. Reine Keakealaniwahine de l'Île d'Hawaï (= 17)       |  |  |  |  |  |  |  |  |  |  |  |  |  |  |  |
|  |                                                          |  |  |  |  |  |  |  |  |  |  |  |  |  |  |  |
|  |                                                          |  |  |  |  |  |  |  |  |  |  |  |  |  |  |  |
|  | 7. Princesse Kekelakekeokalani-a-Keawe de l'Île d'Hawaï  |  |  |  |  |  |  |  |  |  |  |  |  |  |  |  |
|  |                                                          |  |  |  |  |  |  |  |  |  |  |  |  |  |  |  |
|  |                                                          |  |  |  |  |  |  |  |  |  |  |  |  |  |  |  |
|  | 30. Aliʻi Nui Kaneikaiwilani de Oʻahu (= 18)             |  |  |  |  |  |  |  |  |  |  |  |  |  |  |  |
|  |                                                          |  |  |  |  |  |  |  |  |  |  |  |  |  |  |  |
|  |                                                          |  |  |  |  |  |  |  |  |  |  |  |  |  |  |  |
|  | 15. Princesse Kalanikauleleaiwi de l'Île d'Hawaï (= 9)   |  |  |  |  |  |  |  |  |  |  |  |  |  |  |  |
|  |                                                          |  |  |  |  |  |  |  |  |  |  |  |  |  |  |  |
|  |                                                          |  |  |  |  |  |  |  |  |  |  |  |  |  |  |  |
|  | 31. Reine Keakealaniwahine de l'Île d'Hawaï (= 17)       |  |  |  |  |  |  |  |  |  |  |  |  |  |  |  |
|  |                                                          |  |  |  |  |  |  |  |  |  |  |  |  |  |  |  |
|  |                                                          |  |  |  |  |  |  |  |  |  |  |  |  |  |  |  |

## Dans la fiction
Il est interprété par Kaina Makua dans la série télévisée américaine Chief of War (2025).